# Leuchtturm Olhörn
Der Leuchtturm Olhörn, auch Leuchtfeuer Olhörn oder gelegentlich auch Leuchtturm Olderhörn genannt, ist ein kleiner Leuchtturm auf der deutschen Nordseeinsel Föhr in Schleswig-Holstein.

## Lage und Beschreibung
Der Turm befindet sich im Südosten der Marschinsel Föhr in der Gemarkung der Stadt Wyk auf Föhr im Kreis Nordfriesland. Er steht auf einem Geestrücken von eher geringer Höhe über dem Südstrand von Wyk in der Nähe des Kurmittelhauses.
Anstelle einer 1892 errichteten Leuchtbake wurde im Jahr 1952 der heutige Turm erbaut. Er besitzt eine Höhe von etwa acht Metern; die Feuerhöhe befindet sich 10 Meter über MThw. Der Turm besitzt einen annähernd quadratischen Grundriss und besteht aus massivem Mauerbau, der mit einer rot-braunen Klinkerfassade verkleidet ist. Über der begehbaren Plattform erhebt sich die aus Metall bestehende und weiß lackierte Laterne mit der Optik. Der seit 1980 ferngesteuerte Turm besitzt die Funktion eines Quermarkenfeuers und dient der Navigation der Schifffahrt in der Norderaue zwischen dem Festlandshafen Dagebüll und den Inseln Föhr und Amrum. Er ist daher ein Seezeichen und stellt (aufgrund seiner eher geringen Höhe) eingeschränkt auch eine Landmarke auf der Insel dar.